# دانشکده ادبیات و علوم انسانی دکتر علی شریعتی دانشگاه فردوسی مشهد

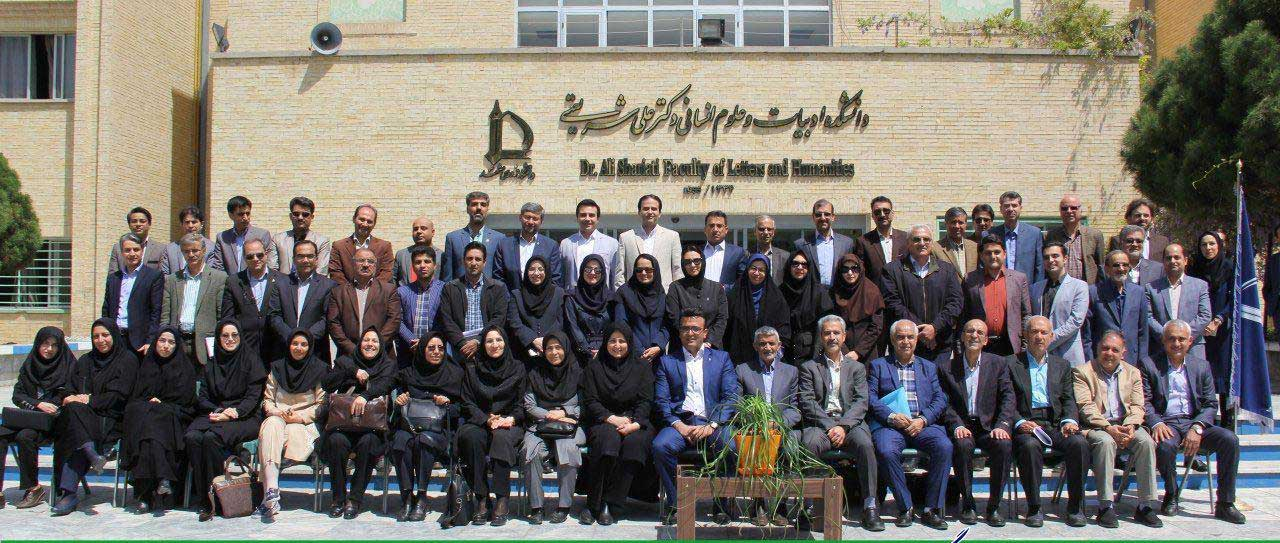
دانشکده ادبیات و علوم انسانی؛ دانشگاه فردوسی مشهد

دانشکدهٔ ادبیات و علوم انسانی یکی از دانشکده‌های دانشگاه فردوسی مشهد می‌باشد که در سال ۱۳۳۵ توسط علی‌اکبر فیاض (مصحح تاریخ بیهقی) بنیان گذاشته شد. براساس درگاه اینترنتی دانشکده، انشکده ادبیات و علوم انسانی ۹ گروه آموزشی در دوره روزانه و ۸ رشته تحصیلی کارشناسی در دوره شبانه فعالیت دارند. این دانشکده در حال حاضر تعداد ۱۰۳ عضو هیئت علمی (۱۱ استاد، ۳۵ دانشیار، ۵۰ استادیار و ۷ مربی)، ۵ کارشناس آموزشی، ۴۴ کادر اداری و ۱۲ نیروی خدماتی، ۱۴۵۰ دانشجوی کارشناسی، ۹۵۰ دانشجوی کارشناسی ارشد و ۲۸۵ دانشجوی دکتری دارد.
اعضای هیئت علمی این دانشکده با برخی نهادها و سازمان‌های اجرایی در سطح کشور و استان همکاری دارند و در این دانشکده طرح‌های مشترک آموزشی-تحقیقاتی و مشاوره‌های در زمینه‌های مختلف به انجام رسیده است، همچنین این دانشکده در برگزاری سمینارها و کنگره‌های علمی بسیار فعال بوده و تاکنون گردهمایی، هم‌اندیشی و سخنرانی‌های علمی زیادی در دانشکده برگزار شده است.
اکنون قطب علمی زبان و ادبیات فارسی با گرایش فردوسی‌شناسی و ادبیات خراسان، همچنین مرکز پژوهشی مطالعات اجتماعی، مرکز مطالعات آسیای میانه، مرکز پژوهش‌های شهری- منطقه ای شمال شرق کشور، هسته پژوهشی مطالعات جغرافیایی روستاهای خراسان (شمالی، جنوبی و رضوی) و پژوهشکده زیارت و گردشگری در این دانشکده مستقر شده و بصورت تخصصی امور علمی- پژوهشی این حوزه‌ها را پیگیری می‌کنند.

## تاریخچه دانشکده

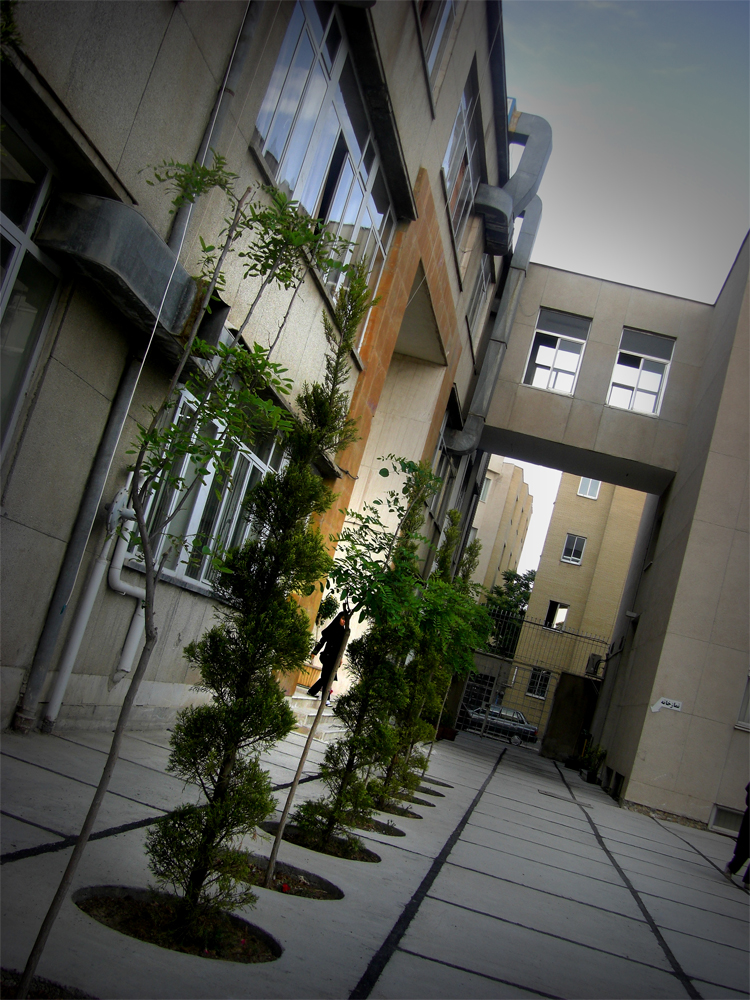
ساختمان پیشین دانشکده ادبیات مشهد (محل فعلی فرهنگسرای جهاد دانشگاهی مشهد)

این دانشکده با هدف تأمین نیروی انسانی متخصص و ماهر به عنوان دومین واحد آموزش عالی در سطح شهر مشهد با راه اندازی گروه زبان و ادبیات فارسی در سال ۱۳۳۵ خورشیدی توسط علی‌اکبر فیاض تأسیس گردید و کتابخانه این دانشکده در سال ۱۳۵۰ که علی‌اکبر فیاض درگذشت به نام او نامگذاری شد.
در سال بعد رشته‌های زبان و ادبیات انگلیسی و زبان و ادبیات فرانسه راه‌اندازی شد. پس از گذشت یک سال دیگر رشته‌های تاریخ و جغرافیا در این دانشکده آغاز به کار کرد. رشته زبان‌شناسی در سال ۱۳۴۲ فعالیت خود را آغاز کرد. در سال ۱۳۵۱ رشته زبان و ادبیات عرب از دانشکده الهیات و معارف اسلامی (معقول و منقول) به این دانشکده انتقال پیدا کرد. رشتهٔ علوم اجتماعی که به عنوان رشته‌ای فرعی از سال ۱۳۵۰ افتتاح شده بود از سال ۱۳۶۴ به عنوان رشته‌ای مستقل به پذیرش دانشجو اقدام نمود. رشته روان‌شناسی در سال ۱۳۴۹ تأسیس و در سال تحصیلی ۱۳۵۲ از این دانشکده جدا شد.
ساختمان اصلی و فضای آموزشی و اداری دانشکده از آغاز تأسیس تا سال ۱۳۸۰ در مرکز شهر مشهد واقع در ابندای خیابان اسدالله زاده فعلی (موسوم به سه راهی ادبیات) بوده که در تیرماه آن سال ساختمان جدید دانشکده ادبیات و علوم انسانی در محل پردیس دانشگاه افتتاح گردید و فعالیت آن به ساختمان فعلی منتقل شده است.

## گروه‌های آموزشی
دانشکده ادبیات نه گروه آموزشی دارد که به شرح زیر اند:
- زبان و ادبیات فارسی

این گروه که در سال ۱۳۳۴ تأسیس شده در رشته‌های زیر دانشجو می‌پذیرد:
| رشته‌های گروه زبان و ادبیات فارسی دانشکده ادبیات و علوم انسانی دکتر علی شریعتی | رشته‌های گروه زبان و ادبیات فارسی دانشکده ادبیات و علوم انسانی دکتر علی شریعتی |
| ----------------------------------------------------------------------------- | ----------------------------------------------------------------------------- |
| کارشناسی                                                                      | زبان و ادبیات فارسی (محض)                                                     |
| کارشناسی ارشد                                                                 | زبان و ادبیات فارسی (محض)                                                     |
| کارشناسی ارشد                                                                 | زبان و ادبیات فارسی- تطبیقی                                                   |
| دکتری                                                                         | زبان و ادبیات فارسی (محض)                                                     |
| دکتری                                                                         | زبان و ادبیات فارسی- ادبیات عرفانی                                            |
| دکتری                                                                         | زبان و ادبیات فارسی- ادبیات حماسی                                             |

- زبان و ادبیات عربی

این گروه که در سال ۱۳۵۱ تأسیس شده در رشته‌های زیر دانشجو می‌پذیرد:
| رشته‌های گروه زبان و ادبیات عربی دانشکده ادبیات و علوم انسانی دکتر علی شریعتی | رشته‌های گروه زبان و ادبیات عربی دانشکده ادبیات و علوم انسانی دکتر علی شریعتی | رشته‌های گروه زبان و ادبیات عربی دانشکده ادبیات و علوم انسانی دکتر علی شریعتی |
| کارشناسی                                                                     | کارشناسی ارشد                                                                | دکتری                                                                        |
| ---------------------------------------------------------------------------- | ---------------------------------------------------------------------------- | ---------------------------------------------------------------------------- |
| زبان و ادبیات عرب                                                            | زبان و ادبیات عرب                                                            | زبان و ادبیات عرب                                                            |
| زبان و ادبیات عرب                                                            | مترجمی زبان عربی                                                             | ادبیات عربی (پژوهش محور)                                                     |
| زبان و ادبیات عرب                                                            | ادبیات عربی                                                                  | زبان و ادبیات عربی (پژوهش محور)                                              |
| زبان و ادبیات عرب                                                            | ادبیات عربی                                                                  | ادبیات عربی                                                                  |

- زبان فرانسه

این گروه که در سال ۱۳۳۵ و یکسال پس از گروه ادبیات و زبان فارسی تأسیس شده در رشته‌های زیر دانشجو می‌پذیرد:
| رشته‌های گروه زبان فرانسه دانشکده ادبیات و علوم انسانی دکتر علی شریعتی | رشته‌های گروه زبان فرانسه دانشکده ادبیات و علوم انسانی دکتر علی شریعتی |
| کارشناسی                                                              | کارشناسی ارشد                                                         |
| --------------------------------------------------------------------- | --------------------------------------------------------------------- |
| زبان و ادبیات فرانسه                                                  | زبان و ادبیات فرانسه                                                  |
| زبان و ادبیات فرانسه                                                  | مترجمی زبان فرانسه                                                    |
| مترجمی زبان فرانسه                                                    |                                                                       |

- زبان انگلیسی

این گروه در رشته‌های زیر دانشجو می‌پذیرد:
| رشته‌های گروه زبان انگلیسی دانشکده ادبیات و علوم انسانی دکتر علی شریعتی | رشته‌های گروه زبان انگلیسی دانشکده ادبیات و علوم انسانی دکتر علی شریعتی | رشته‌های گروه زبان انگلیسی دانشکده ادبیات و علوم انسانی دکتر علی شریعتی |
| کارشناسی                                                               | کارشناسی ارشد                                                          | دکتری                                                                  |
| ---------------------------------------------------------------------- | ---------------------------------------------------------------------- | ---------------------------------------------------------------------- |
| زبان و ادبیات انگلیسی                                                  | زبان و ادبیات انگلیسی                                                  | آموزش زبان انگلیسی                                                     |
| زبان و ادبیات انگلیسی                                                  | آموزش زبان انگلیسی                                                     | مطالعات ترجمه                                                          |
| زبان و ادبیات انگلیسی                                                  | مطالعات ترجمه                                                          | مطالعات ترجمه                                                          |

- زبان روسی

این گروه که در سال ۱۳۸۳ تأسیس شده در رشته‌های زیر دانشجو می‌پذیرد:
| رشته‌های گروه زبان روسی دانشکده ادبیات و علوم انسانی دکتر علی شریعتی | رشته‌های گروه زبان روسی دانشکده ادبیات و علوم انسانی دکتر علی شریعتی |
| ------------------------------------------------------------------- | ------------------------------------------------------------------- |
| کارشناسی                                                            | زبان و ادبیات روسی                                                  |
| کارشناسی                                                            | مترجمی زبان روسی                                                    |

- زبانشناسی

گروه مذکور در مفطع تحصیلات تکمیلی در دو رشته زبان‌شناسی همگانی (کارشناسی ارشد و دکترا) و آموزش زبان فارسی به غیر فارسی زبانان (کارشناسی ارشد) دانشجو می‌پذیرد.
- علوم اجتماعی

تأسیس رشته علوم اجتماعی به سال ۱۳۴۸ برمی گردد و هم‌اکنون به عنوان گروهی مستقل در رشته‌های زیر دانشجو می‌پذیرد:
| رشته‌های گروه علوم اجتماعی دانشکده ادبیات و علوم انسانی دکتر علی شریعتی | رشته‌های گروه علوم اجتماعی دانشکده ادبیات و علوم انسانی دکتر علی شریعتی | رشته‌های گروه علوم اجتماعی دانشکده ادبیات و علوم انسانی دکتر علی شریعتی |
| کارشناسی                                                               | کارشناسی ارشد                                                          | دکتری                                                                  |
| ---------------------------------------------------------------------- | ---------------------------------------------------------------------- | ---------------------------------------------------------------------- |
| علوم اجتماعی (پژوهشگری)                                                | علوم اجتماعی (پژوهشگری)                                                | علوم اجتماعی (جامعه‌شناسی اقتصادی و توسعه)                              |

- جغرافیا

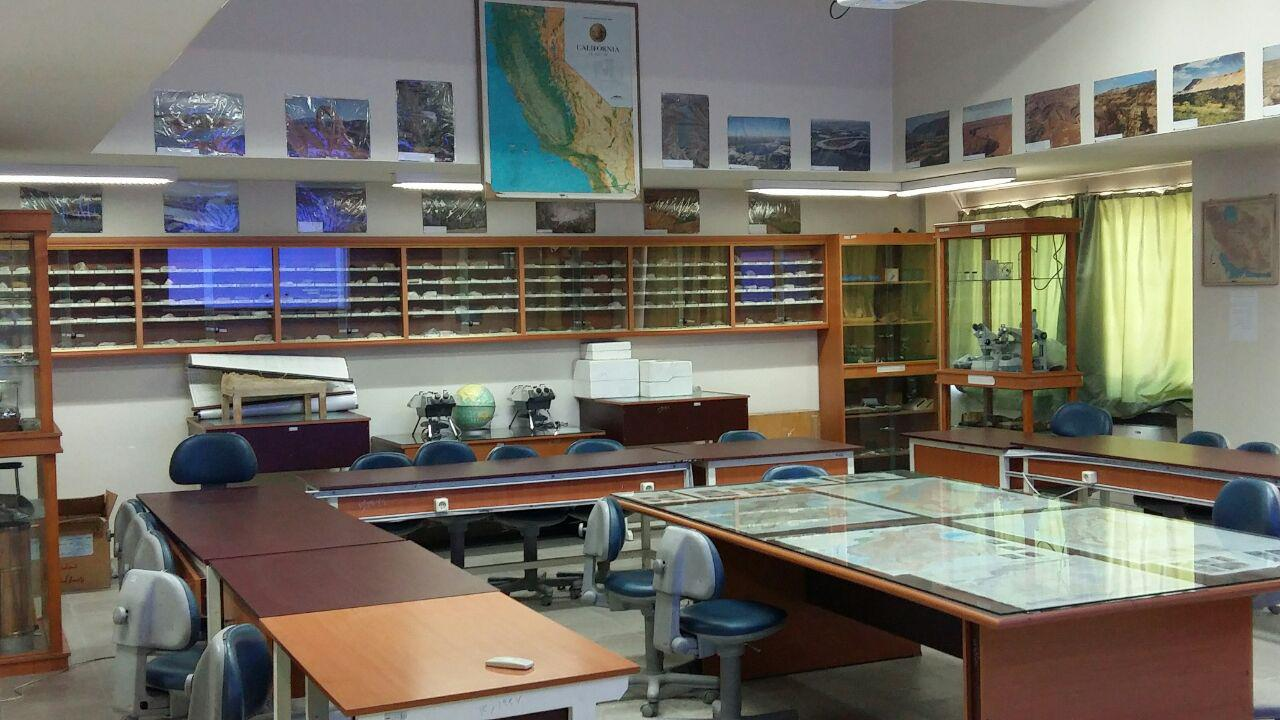
آزمایشگاه ژئومورفولوژی گروه جغرافیا دانشگاه فردوسی مشهد واقع در دانشکده ادبیات و علوم انسانی دکتر شریعتی

این گروه که هفتمین گروه آموزشی بزرگ دانشگاه فردوسی محسوب می‌شود در سال ۱۳۴۶ به صورت مستقل تأسیس گردید و در رشته‌های زیر دانشجو می‌پذیرد:
| رشته‌های گروه جغرافیا دانشکده ادبیات و علوم انسانی دکتر علی شریعتی | رشته‌های گروه جغرافیا دانشکده ادبیات و علوم انسانی دکتر علی شریعتی | رشته‌های گروه جغرافیا دانشکده ادبیات و علوم انسانی دکتر علی شریعتی |
| کارشناسی                                                          | کارشناسی ارشد                                                     | دکتری                                                             |
| ----------------------------------------------------------------- | ----------------------------------------------------------------- | ----------------------------------------------------------------- |
| جغرافیا (برنامه‌ریزی روستایی)                                      | جغرافیا و برنامه‌ریزی روستایی                                      | جغرافیا و برنامه‌ریزی روستایی                                      |
| جغرافیا (برنامه‌ریزی شهری)                                         | جغرافیا و برنامه‌ریزی شهری                                         | جغرافیا و برنامه‌ریزی شهری                                         |
| جغرافیا (آب و هواشناسی)                                           | آب و هواشناسی                                                     | ژئومورفولوژی                                                      |
| جغرافیا (آب و هواشناسی)                                           | ژئومورفولوژی                                                      | جغرافیای سیاسی                                                    |
| جغرافیا (آب و هواشناسی)                                           | جغرافیای سیاسی                                                    | جغرافیای سیاسی                                                    |
| جغرافیا (آب و هواشناسی)                                           | جغرافیا و برنامه‌ریزی گردشگری                                      | جغرافیای سیاسی                                                    |
| جغرافیا (آب و هواشناسی)                                           | مدیریت امور شهری                                                  | جغرافیای سیاسی                                                    |

- تاریخ

گروه تاریخ در رشته‌های زیر دانشجو می‌پذیرد:

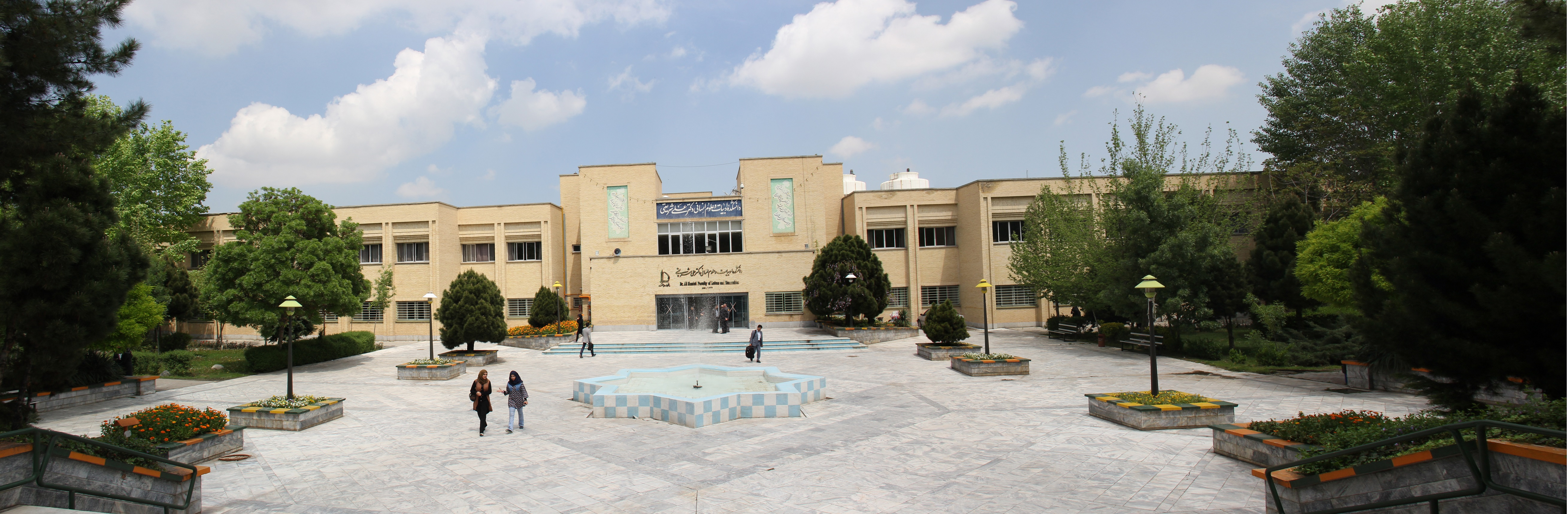
نمایی از ورودی ساختمان فعلی دانشکده ادبیات و علوم انسانی دکتر شریعتی در پردیس مرکزی دانشگاه فردوسی مشهد

| رشته‌های گروه جغرافیا دانشکده ادبیات و علوم انسانی دکتر علی شریعتی | رشته‌های گروه جغرافیا دانشکده ادبیات و علوم انسانی دکتر علی شریعتی | رشته‌های گروه جغرافیا دانشکده ادبیات و علوم انسانی دکتر علی شریعتی |
| کارشناسی                                                          | کارشناسی ارشد                                                     | دکتری                                                             |
| ----------------------------------------------------------------- | ----------------------------------------------------------------- | ----------------------------------------------------------------- |
| تاریخ                                                             | تاریخ (تاریخ ایران اسلامی)                                        | تاریخ ایران بعد از اسلام                                          |
| تاریخ                                                             | تاریخ (تاریخ ایران باستان)                                        | تاریخ ایران بعد از اسلام                                          |
| تاریخ                                                             | تاریخ تشیّع                                                        | تاریخ ایران بعد از اسلام                                          |